# Chiesa della Beata Caterina Mattei
La chiesa della Beata Caterina (o Catterina) Mattei (o de' Mattei) sorge a Racconigi, nella via che porta il nome della Beata patrona racconigese che visse a cavallo del XV e XVI secolo. È ancora officiata nel mese di settembre ed è curata dalla omonima confraternita.

## La beata Caterina Mattei
Catterina de Mattei nasce a Racconigi nel giugno 1486. Figlia di un fabbro, inizia presto a prestare la sua opera nell'allevamento dei bachi da seta. Dotata di spirito mistico, nel 1513 diventa membro del terz'ordine domenicano. Protetta e stimata da Caludio Marchese di Savoia-Racconigi, alla di lui morte è costretta a fuggire da Raccongi per rifugiarsi a Caramagna Piemonte. Legata a personaggi di rilievo quali ad esempio Gianfrancesco Pico della Mirandola, muore stimata e venerata il 4 settembre 1547. Fu beatificata il 9 aprile 1808.

## Storia della chiesa
Nel 1812 viene istituita la Compagnia della Beata Caterina con il compito di curare la devozione verso la beata.
Nel 1835 scoppia una epidemia di colera, e i cittadini di Racconigi fecero un voto solenne ai santi protettori e a Caterina per ottenere la liberazione della città dal cholera morbus.
Cessata l'epidemia si fece costruire l'attuale Chiesa. Carlo Alberto di Savoia sostenne e finanziò l'opera con donazioni.
Nel 1838 La chiesa fu inaugurata, alla presenza del re Carlo Alberto e della regina Maria Teresa della corta e dei membri della confraternita. Dalla chiesa è possibile accedere alla stanza della beata, attraverso le due tribune ed un sistema di scale a chiocciola. Attualmente la casa è diventata un museo in cui sono esposti arredi sacri e oggetti relativi alla devozione e al culto della beata.

## Esterno
In mattoni a vista,in un tratto curvilineo della via su cui si affaccia, la facciata della chiesa è rettangolare ingentilita da un timpano triangolaree da una finestra a lunetta. Accanto alla facciata è presente un dipingo raffigurante la beata Caterina e Gesù su una nuvola sopra a Racconigi.
Le finestre con le grate sono decorate con un cuore da cui le grate dipartono a raggera.

## Interno
La chiesa ha una struttura pianta quadrata, con cupola a livello dell'abside ed un unico altare. È priva di cappelle. Le tele conservate all'interno rappresentano La strage degli innocenti e una scena di guerra.

## La casa natale di Catterina
Accanto alla chiesa e con essa comunicante si trova l'originale abitazione del XVI secolo in cui visse la giovinezza Caterina. Nella sua stanza, trasformata in santuario, son presenti ex voto e oggetti di arte sacra legati alla beata. Alla stanza si accede attraverso le tribune ed una scala a chiocciola.

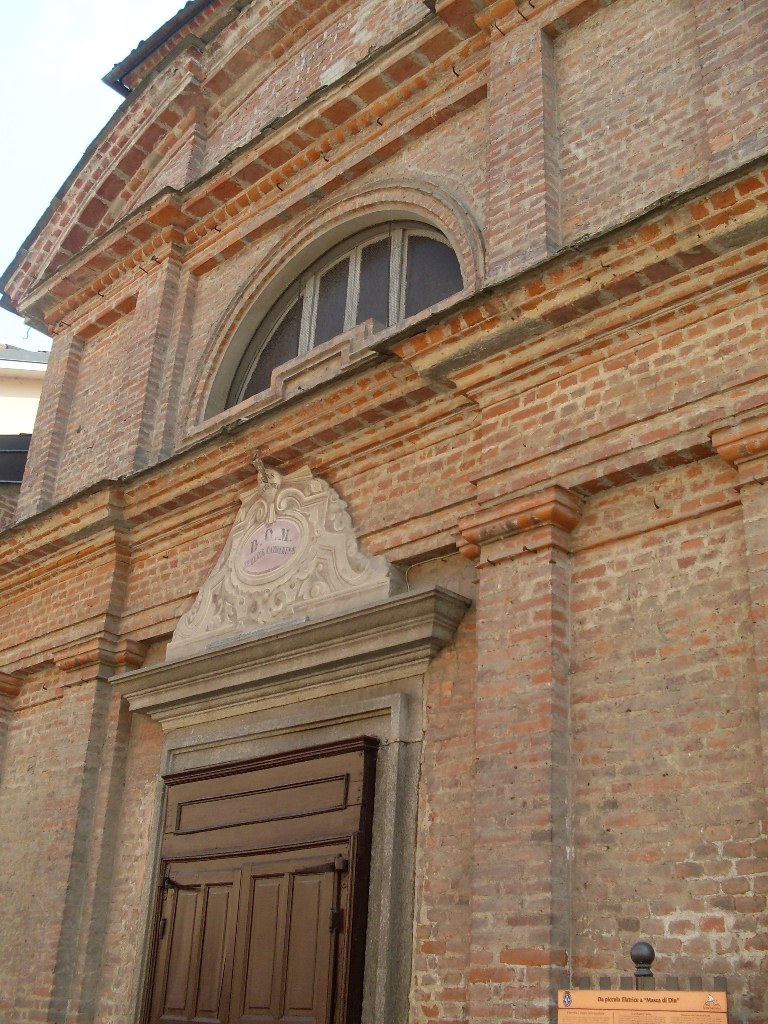
Facciata
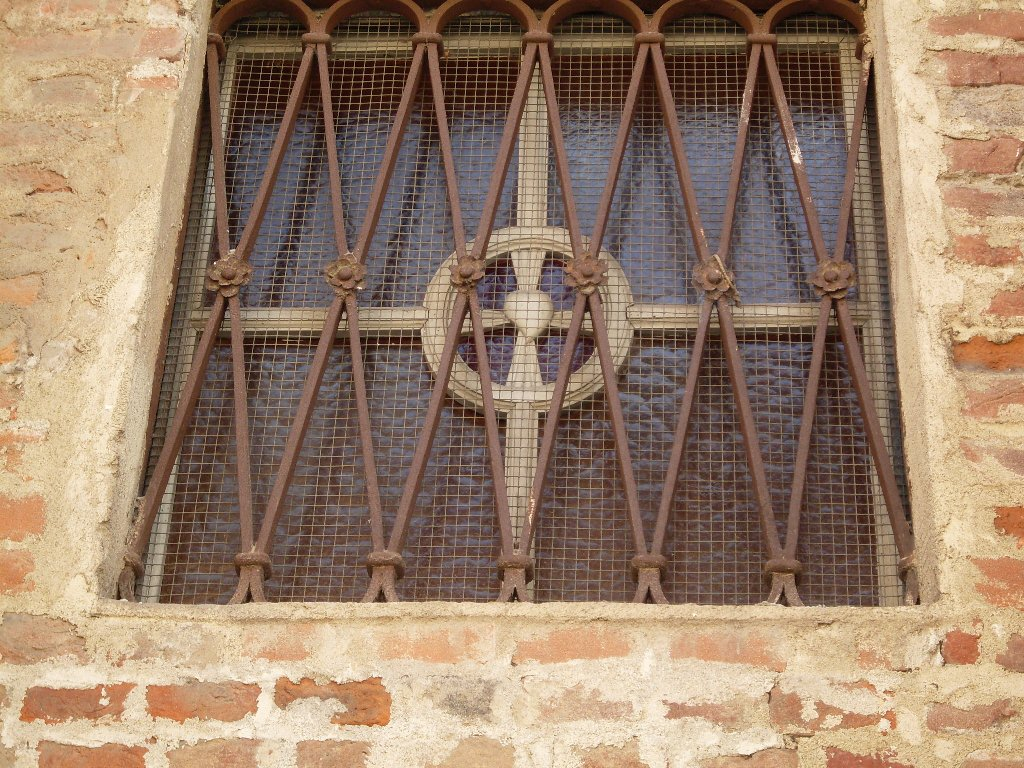
Cuore sulla finestra e grate